# Ярошенко, Митрофан Корнеевич
Митрофан Корнеевич Ярошенко (укр. Митрофа́н Корні́йович Яроше́нко; 1858, Врадиевка, Ананьевский уезд, Херсонская губерния, Российская империя (ныне Николаевская область, Украина) — 18 сентября 1926, Чернигов, Украинская ССР) — украинский и советский театральный деятель, актёр, певец, режиссёр, антрепренёр.

## Биография
Ученик М. Старицкого. Работал в труппах М. Кропивницкого, М. Старицкого, А. Суходольского.
В 1899—1915 годах руководил собственной театральной труппой, гастролировавшей по Украине, в Молдавии, на Дону, Кубани и в Крыму.
Был женат на актрисе, Герое Труда Елене Зининой.

## Избранные роли
- Карась («Запорожец за Дунаем» С. Гулака-Артемовского),
- Скорик («Сватовство на Гончаровке» Г. Квитки-Основьяненко),
- Карпо («Лимеровна» П. Мирного) и др.